# 華雅りりか
華雅 りりか（かが りりか、8月1日 - ）は、元宝塚歌劇団花組の娘役スター。
東京都世田谷区、香蘭女学校出身。身長163cm。愛称は「りりか」、「りりこ」。

## 来歴
2006年、宝塚音楽学校入学。
2008年、宝塚歌劇団に94期生として入団。入団時の成績は20番。月組公演「ME AND MY GIRL」で初舞台。その後、星組に配属。
2010年の「摩天楼狂詩曲」で、音波みのりとダブルキャストでバウホール公演初ヒロイン。
2012年4月1日付で花組へと組替え。
2014年、蘭寿とむ退団公演となる「ラスト・タイクーン」で、新人公演初ヒロイン。
2023年3月19日、「うたかたの恋／ENCHANTEMENT」東京公演千秋楽をもって、宝塚歌劇団を退団。

## 宝塚歌劇団時代の主な舞台

### 初舞台
- 2008年3 - 5月、月組『ME AND MY GIRL』（宝塚大劇場のみ）

### 星組時代
- 2008年6 - 10月、『THE SCARLET PIMPERNEL（スカーレット ピンパーネル）』 - 新人公演：ルイ・シャルル（本役：水瀬千秋）
- 2009年2 - 4月、『My dear New Orleans（マイ ディア ニュー オリンズ）』 - メリー、新人公演：アイリーン・ハート（本役：妃咲せあら）『ア ビヤント』
- 2009年6 - 9月、『太王四神記 Ver.II』
- 2009年10 - 11月、『再会』『ソウル・オブ・シバ!!』（全国ツアー）
- 2010年1 - 3月、『ハプスブルクの宝剣』 - 新人公演：マリア・アンナ（本役：音波みのり）『BOLERO』
- 2010年4 - 5月、『激情』『BOLERO』（全国ツアー）
- 2010年8月、『摩天楼狂詩曲（ニューヨークラプソディー）〜君に歌う愛〜』（バウホール） - メグ・ガーネット[注釈 1]／ナンシー・キャンベル[注釈 1] バウ初ヒロイン[6][2][4]
- 2010年10 - 12月、『宝塚花の踊り絵巻』『愛と青春の旅だち』 - 新人公演：シーガー（本役：音波みのり）[4]
- 2011年2月、『愛するには短すぎる』『ル・ポァゾン 愛の媚薬II』（中日劇場）
- 2011年4 - 7月、『ノバ・ボサ・ノバ』 - 新人公演：ラービオス（本役：妃咲せあら）『めぐり会いは再び』
- 2011年8 - 9月、『ノバ・ボサ・ノバ』『めぐり会いは再び』 - コレット（博多座・中日劇場）
- 2011年11 - 2012年2月、『オーシャンズ11』 - 新人公演：5年前のテス（本役：早乙女わかば）
- 2012年3月、『天使のはしご』（日本青年館・バウホール） - ジェーン／天使[4]

### 花組時代
- 2012年5月、『近松・恋の道行』（バウホール・日本青年館） - きは
- 2012年7 - 10月、『サン＝テグジュペリ』 - コレット、新人公演：ネリー・ド・ヴォギュエ（本役：桜一花）『CONGA!!』
- 2012年11 - 12月、蘭寿とむコンサート『Streak of Light-一筋の光…-』（日本青年館・ドラマシティ）
- 2013年2 - 3月、『オーシャンズ11』（宝塚大劇場） - 5年前のテス／記者、新人公演：ポーラ（本役：花野じゅりあ）
- 2013年3 - 5月、『オーシャンズ11』（東京宝塚劇場） - ポーラ、新人公演：5年前のテス（本役：春妃うらら）
- 2013年6月、『フォーエバー・ガーシュイン』（バウホール） - ポーリン・ハイフェッツ
- 2013年8 - 11月、『愛と革命の詩（うた）-アンドレア・シェニエ-』 - マリアンヌ・ド・トリュデーヌ、新人公演：ルル（本役：仙名彩世）『Mr. Swing!』
- 2014年2 - 5月、『ラスト・タイクーン -ハリウッドの帝王、不滅の愛-』 - バーディ・ピーターズ、新人公演：キャサリン・ムーア／ミナ・デービス（本役：蘭乃はな）『TAKARAZUKA ∞ 夢眩』 新人公演初ヒロイン[2][8][3][4]
- 2014年6 - 7月、『ノクターン-遠い夏の日の記憶-』（バウホール） - シャルロッタ
- 2014年8 - 11月、『エリザベート-愛と死の輪舞（ロンド）-』 - 女官、新人公演：ルドヴィカ公爵夫人（本役：花野じゅりあ）
- 2015年1月、『風の次郎吉-大江戸夜飛翔-』（ドラマシティ・日本青年館） - かぐ庵のみや
- 2015年3 - 6月、『カリスタの海に抱かれて』『宝塚幻想曲（タカラヅカ ファンタジア）』
- 2015年7 - 8月、『ベルサイユのばら-フェルゼンとマリー・アントワネット編-』 - ソフィア『宝塚幻想曲（タカラヅカ ファンタジア）』（梅田芸術劇場・台北国家戯劇院）[4]
- 2015年10 - 12月、『新源氏物語』 - 中将の君『Melodia-熱く美しき旋律-』
- 2016年4 - 7月、『ME AND MY GIRL』 - ソフィア・ブライトン[4]
- 2016年9月、『仮面のロマネスク』 - ジル『Melodia-熱く美しき旋律-』（全国ツアー）
- 2016年11 - 2017年2月、『雪華抄（せっかしょう）』『金色（こんじき）の砂漠』 - 後宮の女カリシュマ
- 2017年3 - 4月、『MY HERO』（TBS赤坂ACTシアター・ドラマシティ） - ファニー・スミス
- 2017年6 - 8月、『邪馬台国の風』 - ハナヒ『Santé!!』
- 2017年10月、『はいからさんが通る』（ドラマシティ・日本青年館） - ラリサ
- 2018年1 - 3月、『ポーの一族』 - マルグリット・ヘッセン／メアリー
- 2018年5月、『Senhor CRUZEIRO（セニョール クルゼイロ）!』（バウホール） - ルアブランカ
- 2018年7 - 10月、『MESSIAH（メサイア）-異聞・天草四郎-』 - とき『BEAUTIFUL GARDEN-百花繚乱-』
- 2018年11 - 12月、『メランコリック・ジゴロ』 - レジーナ『EXCITER!!2018』（全国ツアー）
- 2019年2 - 4月、『CASANOVA』 - パッチーナ
- 2019年6 - 7月、『花より男子』（TBS赤坂ACTシアター） - 藤堂静[4]
- 2019年6月、『恋スルARENA』（横浜アリーナ）[注釈 2]
- 2019年8 - 11月、『A Fairy Tale -青い薔薇の精-』 - Victorian people（ガヴァネス）／愛人『シャルム!』
- 2020年1月、『DANCE OLYMPIA』（東京国際フォーラム） - マンハッタンの女（店員）
- 2020年7 - 11月、『はいからさんが通る』 - ラリサ[4]
- 2021年1 - 2月、『PRINCE OF ROSES-王冠に導かれし男-』（バウホール） - エリザベス・ウッドヴィル
- 2021年4 - 7月、『アウグストゥス-尊厳ある者-』 - 大神官『Cool Beast!!』
- 2021年8 - 9月、『哀しみのコルドバ』 - リサ『Cool Beast!!』（全国ツアー）
- 2021年11 - 2022年2月、『元禄バロックロック』 - リク『The Fascination（ザ ファシネイション）!』
- 2022年3 - 4月、『TOP HAT』（梅田芸術劇場） - エリス／リズ
- 2022年6 - 9月、『巡礼の年〜リスト・フェレンツ、魂の彷徨〜』 - エステルハージィ伯爵夫人『Fashionable Empire』
- 2022年10 - 11月、『フィレンツェに燃える』 - ジーナ／コレッティ『Fashionable Empire』（全国ツアー）
- 2023年1 - 3月、『うたかたの恋』 - エリザベート『ENCHANTEMENT（アンシャントマン）-華麗なる香水（パルファン）-』 退団公演[3][4]

## 出演イベント
- 2010年5月、涼紫央ディナーショー『Profile-プロフィール-』[9]
- 2011年11月、第51回『宝塚舞踊会』
- 2011年12月、タカラヅカスペシャル2011『明日に架ける夢』
- 2012年12月、タカラヅカスペシャル2012『ザ・スターズ!〜プレ・プレ・センテニアル〜』
- 2013年6 - 7月、『宝塚巴里祭2013-La Chanson de Paris 99-』[10]
- 2013年11月、明日海りおディナーショー『ASUMIC ADVANCE』[11]
- 2014年12月、タカラヅカスペシャル2014『Thank you for 100 years』
- 2016年2月、第7回『マグノリアコンサート・ドゥ・タカラヅカ』
- 2016年4月、『ME AND MY GIRL』前夜祭
- 2016年12月、タカラヅカスペシャル2016『Music Succession to Next』
- 2017年12月、タカラヅカスペシャル2017『ジュテーム・レビュー-モン・パリ誕生90周年-』
- 2018年12月、タカラヅカスペシャル2018『Say! Hey! Show Up!!』
- 2019年12月、タカラヅカスペシャル2019『Beautiful Harmony』